# 2198 Сеплеха
2198 Сеплеха (2198 Ceplecha) — астероїд головного поясу, відкритий 7 листопада 1975 року.
Тіссеранів параметр щодо Юпітера — 3,388.